# Henutmire

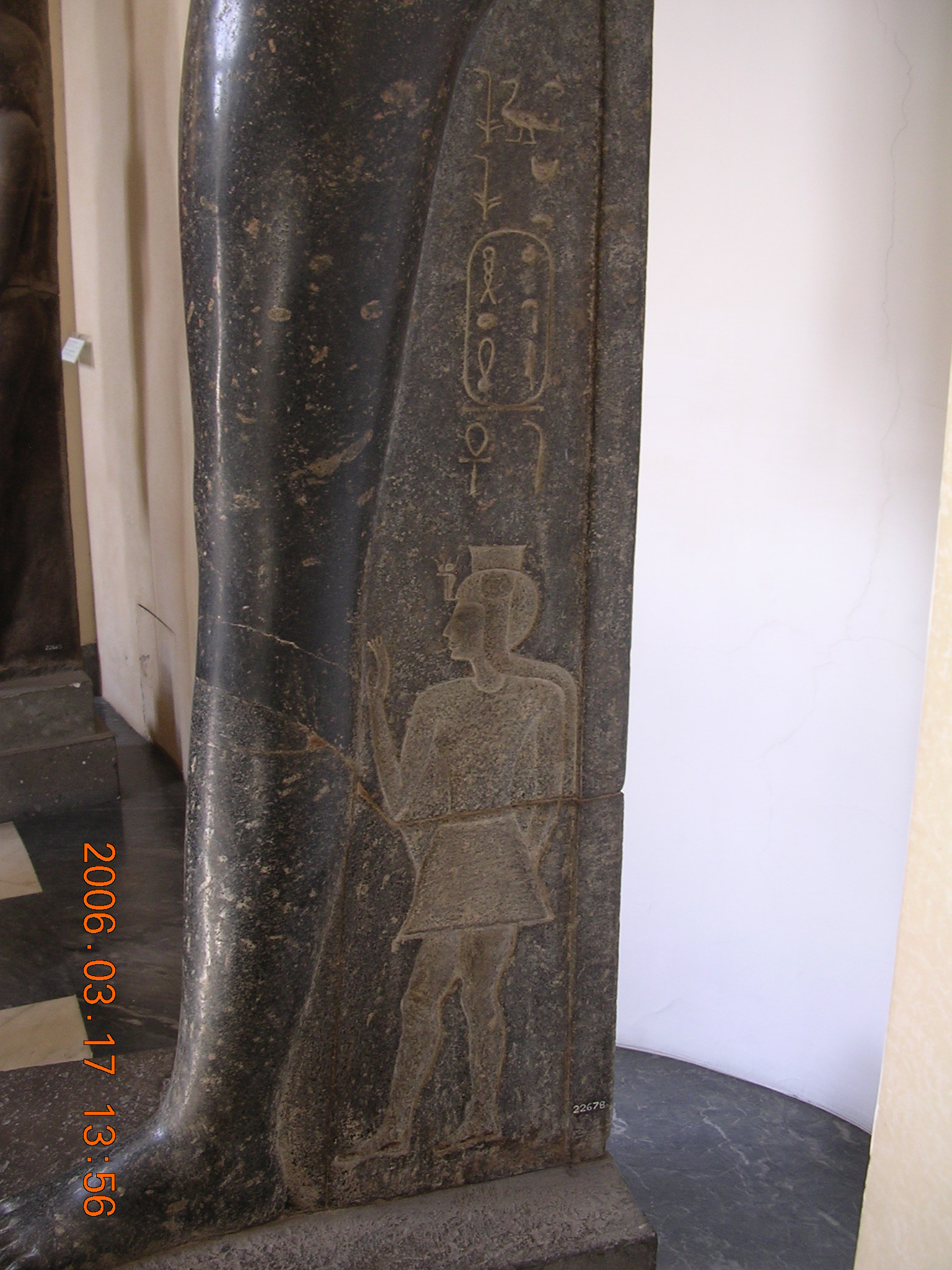
Tujas Statue mit Henutmire

Henutmire war eine Tochter und Gemahlin des altägyptischen Königs Ramses II. Von Ramses II. stammen mehrere Listen seiner Söhne und Töchter. Henutmire wird in keiner dieser meist zumindest stellenweise zerstörten Listen mit Sicherheit erwähnt, so dass lange Zeit ihre Position unbekannt war. Es gibt eine Statue der Tuja, Mutter Ramses’ II. auf der Henutmire neben Tuja dargestellt ist. Dies gab Anlass zur Vermutung, dass Henutmire eine Tochter und damit Schwester von Ramses II. war. Neuerdings fand sich in Abukir jedoch ein Relief auf der Henutmire eindeutig als Tochter von Ramses II. bezeichnet wird. Die oben genannte Statue zeigt also Großmutter und Enkelin. Wenig ist von dem Leben der Henutmire bekannt. Wahrscheinlich war sie eine sehr spät geborene Tochter des Herrschers und heiratete diesen erst als er schon sehr alt war. Henutmire wurde in einem heute schlecht erhaltenen Grab (QV75) im Tal der Königinnen beigesetzt. Ihr Sarkophag wurde in der 22. Dynastie von einem Hoherpriester des Amun namens Harsiese wieder benutzt.